# Yoon Soo-Yong
Detta är ett koreanskt personnamn. Yoon är familjenamnet.
Yoon Soo-Yong, född 10 december 1995 i Seoul, är en sydkoreansk fotbollsspelare som spelar för Umeå FC.

## Karriär
Yoon Soo-Yong spelade fotboll hemma i Sydkorea för Jang-Hoon High School. Som 17-åring gick han till engelska Nike Academy.
I mars 2015 värvades Yoon Soo-Yong av Djurgårdens IF, där han skrev på ett treårskontrakt. Han är därmed Djurgårdens, och Allsvenskans, första sydkoreanske spelare.
I februari 2016 lånades Yoon Soo-Yong ut till Assyriska FF.